# 應天門
應天門是隋唐洛陽城宮城的正南方城門，它可能是中國古代最大的城門，兩側各三重闕樓。始建於隋大业元年（605年），原名則天門，神龍元年（705年）避武則天諱改稱應天門。北宋時已毀，存世五百多年。遺跡存於2016年重建的應天門遺址博物館內。
应天门是隋唐與武周政權的儀式和慶典场所，唐高宗曾在此诏释百济国王扶余义慈、武则天曾在此登基称帝。皇帝曾在此接见外國使節如日本遣隋使、遣唐使。
日本平城京與平安京也有同名城門。後者發生過应天门之变。

## 應天門遺址博物館

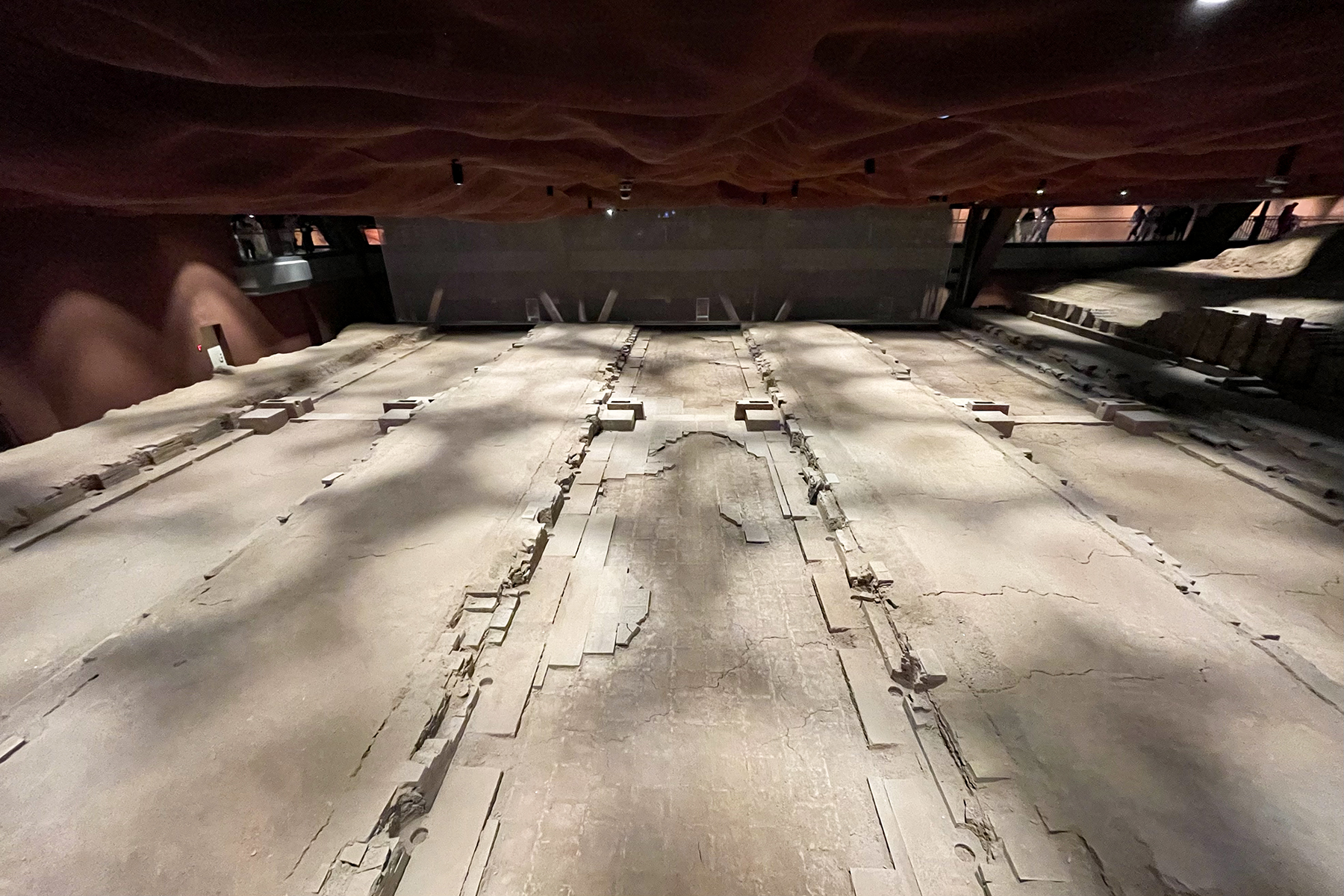
古应天门遗址

應天門遺址保護展示工程或稱應天門遺址博物館是由建築修復學家郭黛姮參考了歷史上對應天門的記載設計重建，2016年啟動重建。該工程投資約3.5億人民幣。城門高達一百二十尺（合今35米），进深25米，立於9.2米高的基座上。台基东西闊137米，南北進深60米。基座内有古應天門遺址。重建後的應天門作爲城市地標，設有公共廣場供市民游覽休憩。由於其形制典雅，常吸引漢服愛好者來拍照。

## 延伸閲讀
- 隋唐洛阳城遗址